# وجارة
وجارة هي قرية في مقاطعة أصفهان، إيران. يقدر عدد سكانها بـ 179 نسمة بحسب إحصاء 2016.